# Bathyconchoecia arctica
Bathyconchoecia arctica är en kräftdjursart som beskrevs av Angel 1976. Bathyconchoecia arctica ingår i släktet Bathyconchoecia och familjen Halocyprididae. Inga underarter finns listade.